# Scardamia neeraria
Scardamia neeraria là một loài bướm đêm trong họ Geometridae.